# Sighetu Marmației
Sighetu Marmației (rumänskt uttal: [ˌsiɡetu marˈmat͡si.ej], även stavat Sighetul Marmației; tyska: Marmaroschsiget eller Siget; ungerska: Máramarossziget, ungerskt uttal: ['maːrɒmɒroʃsiɡɛt]
 ( lyssna); slovakiska: Sihoť; ukrainska: Сигіт; jiddisch: סיגעט -Siget), tidigare Sighet (av ungerska sziget, 'ö'), är en stadskommun i Maramureș județ där ån Iza mynnar i floden Tisa, i nordvästra Rumänien.

## Sighetfängelset

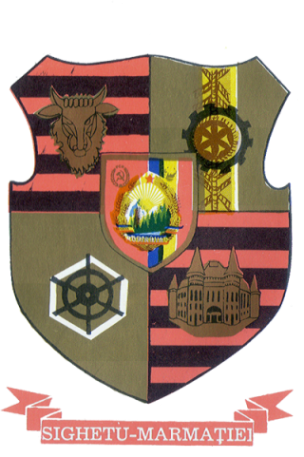
Statsvapnet under socialist-åren.

Under 1950- och 60-talen, efter skapandet av Socialistiska republiken Rumänien, bedrev säkerhetstjänsten Securitate Sighetfängelset, där så kallade "klassfiender" låstes in. Fängelset blev senare Sighets minnesmuseum, som tillhör Memorialul Victimelor Comunismului și al Rezistenței (Minnesmärket för kommunismens offer och för motståndet).

## Personer
- Hédi Fried
- Livia Fränkel
- Elie Wiesel